# نلما کاستا
نلما دا کوستا (زاده ۱ فوریه ۱۹۲۲ – درگذشته ۳۰ دسامبر ۲۰۲۳) یک هنرپیشه اهل برزیل بود. او آخرین بازیگر بازمانده از دوران صامت سینمای برزیل بود.
نلما کاستا در ۱ فوریه ۱۹۲۲ در شهر ریودوژانیرو به دنیا آمد. او از فرزندان خانواده‌ای بود که به هنر مرتبط بودند، دختر بازیگرانی چون آلوارو کوستا و کورا کوستا. پدربزرگ و مادربزرگ مادری او، کائتانو ماگیولی و لیویا ماگیولی نیز بازیگر بودند.

## زندگی شخصی و مرگ
کاستا با یانوس سوارس ازدواج کرده بود. در فوریه ۲۰۲۲، کاستا ۱۰۰ ساله شد.

## فیلم‌شناسی
| سال  | عنوان                  | نقش           | کارگردان       |
| ---- | ---------------------- | ------------- | -------------- |
| ۱۹۳۹ | ام آپلوگو              | آگولها        | هامبرتو مائورو |
| ۱۹۴۱ | روز مال ماست           | انفرمیرا لورا | میلتون رودریگز |
| ۱۹۴۴ | قلب‌های بدون خلبان      | موسینها       | لوئیز دی باروس |
| ۱۹۴۶ | از بهشت افتاده         | اولیندا       | لوئیز دی باروس |
| ۱۹۵۱ | آگوئنتا فیرم، ایزیدورو | ریتا مولینا   | لوئیز دی باروس |